# Худяков, Николай Николаевич
Николай Николаевич Худяков (6 [18] декабря 1866, Киев, Российская империя — 1 июня 1927, Москва, СССР) — русский советский микробиолог и физиолог растений, доктор философии (1894), магистр ботаники (1898).

## Биография
Происходил из старого дворянского рода Худяковых; был сыном военного врача, генерал-майора. Известно, что родители его матери были соседями И. С. Тургенева по имению.
В 1884 году окончил Киевский кадетский корпус, но не стал поступать на военную службу и в 1885 году поступил на историко-филологический факультет Новороссийского университета в Одессе. Летом 1887 года Худяков перешёл в московскую Петровскую земледельческую и лесную академию, но из-за участия в студенческих беспорядках и последовавшего за ними конфликта с администрацией академии уже в декабре того же года оставил её. Высшее образование продолжил в Германии: после Высшей агрономической школы в Йене окончил в 1890 году Берлинский университет; затем в 1891—1894 годах учился в Лейпцигском университете и занимался в лаборатории В. Пфеффера физиологией растений в качестве его ассистента.
В 1894 году вернулся в Россию и, сдав в 1895 году в Московском университете магистерские экзамены, стал преподавать в Московском сельскохозяйственном институте бактериологию и физиологию растений. В конце апреля 1898 года защитил в Харьковском университете диссертацию на степень магистра ботаники «К учению об анаэробиозе». В июне 1898 года утверждён адъюнкт-профессором кафедры физиологии растений и бактериологии в Московском сельскохозяйственном институте (МСХИ); с февраля 1905 года — профессор. Одновременно в 1899—1911 годах он был приват-доцентом кафедры ботаники физико-математического факультета Московского университета, где впервые начал читать курс общей микробиологии; в 1911 году в знак протеста против политики Л. А. Кассо покинул университет и с 1912 года был профессором кафедры ботаники Московского коммерческого института. Также Н. Н. Худяков преподавал на «Коллективных уроках» при Московском обществе воспитательниц и учительниц (с 1886 до из закрытия в 1889), в Коммерческом училище и в Народном университете им. А. Л. Шанявского. Он также читал популярные лекции в Политехническом музее.
Печатных работ оставил немного; они посвящены почвенной микробиологии и вопросам анаэробиоза: «К учению об анаэробиозе» (Ч.1. — М., 1896); «Общая микробиология» (М.-Л., 1934). В 1926 году вышел первый в России учебник по сельскохозяйственной микробиологии — «Сельскохозяйственная микробиология», написанный Худяковым и ставший настольной книгой для многих поколений советских микробиологов. Им (вместе с сотрудниками института) было открыто явление адсорбции бактерий частицами почвы. Из лаборатории Н. Н. Худякова вышли учёные, внесшие большой вклад в развитие почвенной микробиологии, в их числе Е. Н. Мишустин.
Умер 1 июня 1927 года. Похоронен на мемориальном кладбище профессоров МСХИ.

## Рекомендуемая литература
- Чаянов А. Проф. Н. Н. Худяков. Некролог (1927)
- Фёдоров В. М. Памяти проф. Н. Н. Худякова (1952).